# Arnold Rechberg
Arnold Rechberg (* 9. Oktober 1879 in Hersfeld; † 28. Februar 1947 in Starnberg) war Mitglied einer deutschen Unternehmerfamilie und betätigte sich als Bildhauer und politischer Publizist. Bekannt wurde er durch seine Versuche, eine „private“ Außenpolitik zu betreiben. Diese zielte während der Weimarer Republik auf eine Annäherung an die Westmächte und ein antibolschewistisches Bündnis ab.

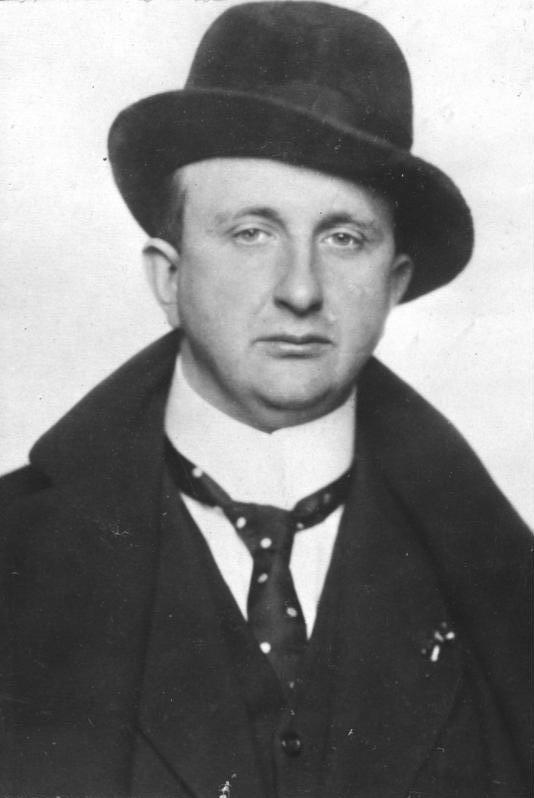
Arnold Rechberg (1919)

## Leben

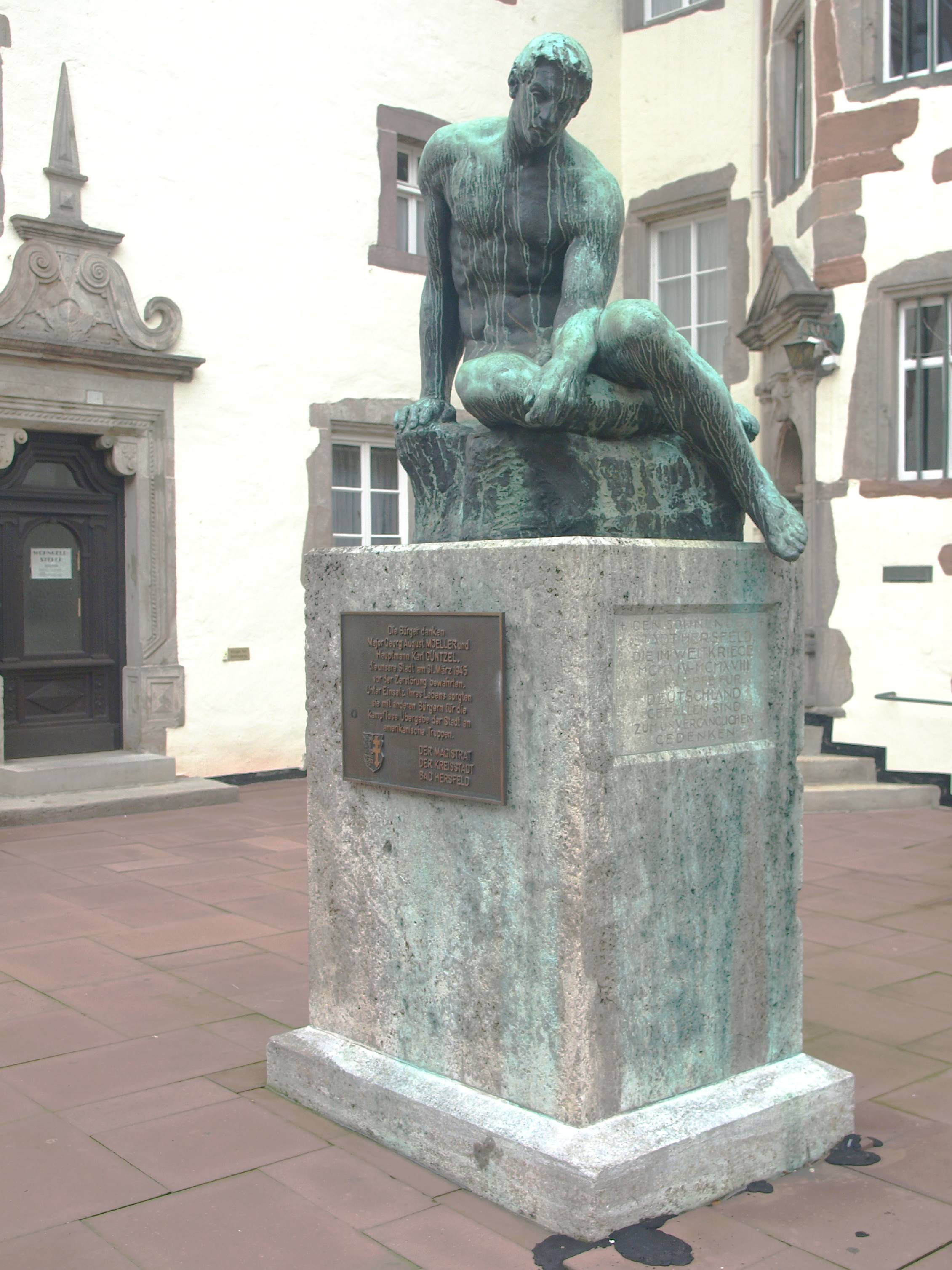
Bronzefigur von Arnold Rechberg auf dem Rathausplatz in Bad Hersfeld

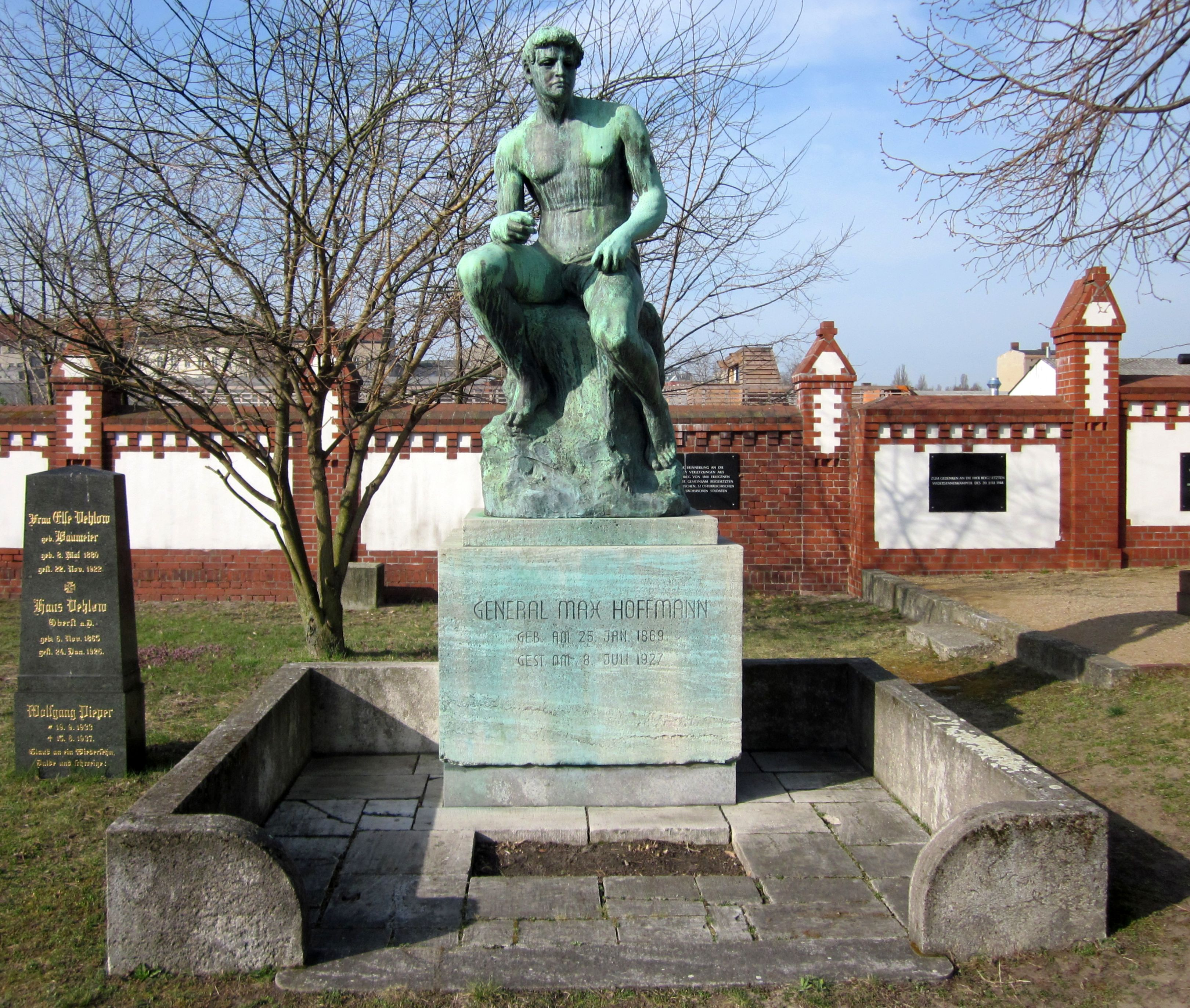
General Max Hoffmanns Grabmal mit Bronzefigur von Rechberg auf dem Invalidenfriedhof.

### Herkunft und Werdegang
Rechberg stammte aus einer begüterten hessischen Unternehmerfamilie. Der Vater Adam Rechberg war Tuchfabrikant und stellvertretender Bürgermeister in Hersfeld. Die Mutter war Ida Elise, geb. Sunkel.
Nach dem Abitur 1898 und dem einjährigen Militärdienst bei den Wandsbeker Husaren bei Hamburg machte Rechberg eine kaufmännische Lehre im Familienunternehmen. Ein anschließendes Studium der Handelswissenschaften in Leipzig brach er ab. Danach blieb er Miteigentümer des Familienbetriebs, wurde im Unternehmen aber nicht tätig. Leiter des Unternehmens war sein Bruder Fritz Rechberg, der es in den 1920er Jahren zu einem führenden deutschen Tuchhersteller ausbaute.
Dadurch finanziell abgesichert, wandte sich Rechberg der Bildhauerei zu. Ab dem Jahr 1904 besuchte er die Kunstakademie Académie Julian in Paris. Seine Werke waren vom Jugendstil beeinflusst. Er lebte teils in Florenz und Paris und fand dort Anschluss an Künstlerkreise, aber auch zu Adeligen. Eines seiner bekanntesten Werke ist die 1906 im Modell fertiggestellte Figur eines sitzenden männlichen Aktes. 1927, nach dem Tod seines Freundes Generalmajor a. D. Max Hoffmann, ließ Rechberg die Figur auf eigene Kosten in der Berliner Gießerei H. Noack in Bronze gießen und auf Hoffmanns Grabstätte auf dem Berliner Invalidenfriedhof aufstellen. 1907 wurde er als assoziiertes Mitglied in die französische Künstlervereinigung Société nationale des beaux-arts aufgenommen, eine Ehre, die nur wenigen Ausländern zuteilwurde. Seine offenbar in dieser Zeit gefestigte frankophile Einstellung war auf eigenartige Weise gekoppelt mit einer starken Begeisterung für das preußische Militär, dem er sich als Reserveoffizier eines der vornehmsten preußischen Kavallerieregimenter zugehörig fühlte.
Außenpolitisch sehr interessiert, begann sich Rechberg bald nach der Jahrhundertwende als Publizist auch zu politischen Themen zu äußern. So plädierte er für eine deutsch-französische Verständigung zu Lasten Englands und widersprach damit der unter Außenstaatssekretär Friedrich von Holstein (Rücktritt 1906) dominierenden und in der deutschen Politik auch danach noch sehr einflussreichen Grundüberzeugung, die eine Verständigung mit England für wünschenswert und die Überwindung der Erbfeindschaft mit Frankreich für unmöglich hielt. Rechberg hielt England aufgrund der Handelskonkurrenz für den eigentlichen Feind Deutschlands, was auf seiner lebenslang beibehaltenen Überzeugung beruhte, ausschlaggebend für die Beziehungen unter den Völkern seien ausschließlich wirtschaftliche Gesichtspunkte und Interessen.

### Aktivitäten im Ersten Weltkrieg
Während des Ersten Weltkrieges diente Rechberg als Ordonnanzoffizier im Stab der fünften Armee. Von seinen Vorgesetzten zunächst unterstützt, betrieb er seine deutsch-französischen Annäherungsversuche weiter und führte Unterredungen über seine Pläne mit Politikern wie dem Außenstaatssekretär Gottlieb von Jagow, dem bayerischen Ministerpräsidenten und Zentrumsführer Graf Hertling und Reichskanzler Theobald von Bethmann Hollweg. In der wohl irrigen Überzeugung, sein Handeln werde von höchsten politischen Stellen unterstützt, begann er Möglichkeiten eines Separatfriedens mit Frankreich auszuloten. Da seine militärischen Vorgesetzten die offizielle Billigung seiner Mission anzweifelten, wurde Rechberg mehrfach verhaftet. Durch das Eingreifen verschiedener Persönlichkeiten kam er im August 1915 wieder frei, musste aber die Armee verlassen, was ihn zutiefst kränkte. Die für seine Ausschaltung verantwortlichen Personen, insbesondere den Leiter des preußischen militärischen Nachrichtendienstes IIIb, Walter Nicolai, verfolgte Rechberg seitdem mit exzessiven, weitgehend erfundenen oder übertriebenen Anschuldigungen und Vorwürfen.
Ähnliche Vorstellungen wie Rechberg vertraten im Verlauf des Krieges auch einige andere Publizisten, Künstler und Industrielle. So trat der Generalbevollmächtigte der besonders im Zinkbergbau in den östlichen Grenzprovinzen Schlesien und Westpreußen begüterten Magnatenunternehmen des Hauses Hohenlohe-Oehringen, der Stresemann-Schwager Kurt Kleefeld, als entschiedener Befürworter der Ideen Rechbergs in Erscheinung. Der ungarisch-schweizerische Intellektuelle und spätere Pazifist Ludwig Stein, der während des Krieges Kontakte mit führenden ungarischen Politikern unterhielt, glaubte nach Meldungen über eine in Frankreich herrschende Kriegsmüdigkeit Mitte 1916 ebenfalls an die Möglichkeit eines Separatfriedens und teilte auch die antibritische Stoßrichtung Rechbergs: Er empfahl, nach einem Frieden mit Frankreich den Krieg umso entschlossener gegen England fortzusetzen und Belgien als Satellitenstaat unter deutscher „Suzeränität“ zu behalten.
Im Jahr 1917 begründete Rechberg zusammen mit seiner unverheirateten Schwester einen politischen Salon in Berlin. In dieser Zeit wandelte sich seine Einstellung gegenüber England und im Jahr darauf stand er einer Annäherung an Großbritannien positiv gegenüber und griff den Plan von Matthias Erzberger auf, nach einem Verständigungsfrieden einen deutsch-englischen Wirtschafts-Trust aufzubauen.
Nach dem Ende des Krieges arbeitete Rechberg überwiegend publizistisch und trat in konservativen und liberalen Blättern für eine Annäherung an Westeuropa – nunmehr unter Einschluss von Großbritannien − ein. Seine an wirtschaftspolitischen Interessen ausgerichteten Vorstellungen zielten dabei vor allem auf eine für beide Seiten vorteilhafte Verständigung in der Reparationsfrage. In der Politik stieß der exzentrische und nach Ansicht des amerikanischen Historikers Gerald D. Feldman „letztlich kranke“ Rechberg indes kaum auf Gehör.

### Antibolschewismus
Gegenüber dem „Bolschewismus“ forderte er den Einsatz militärischer Mittel. Im Jahr 1924 propagierte er einen antibolschewistischen Block unter Einschluss Deutschlands. Im Juni 1929 enthüllte die KPD im Reichstag, dass Rechberg auch in Paris Ministerpräsident Raymond Poincaré und anderen Regierungsvertretern Vorschläge für gemeinsame antisowjetische Aktionen wirtschaftlicher, finanzieller und militärischer Art unterbreitet hatte. Seine Vorschläge blieben jedoch ohne Einfluss auf die deutsche Außenpolitik, die die im Vertrag von Rapallo (1922) erzielte Stabilisierung der deutsch-sowjetischen Beziehungen auch während der vom Reichskanzler und Außenminister Gustav Stresemann vorangetriebenen Bemühungen um Annäherung an die Westmächte nicht gefährden wollte.
Größere Resonanz in wirtschaftspolitisch einflussreichen Kreisen erzielte Rechbergs Eintreten für eine stärkere Verflechtung der deutschen und französischen Wirtschaft. Er setzte dabei auf die Beteiligung französischer Unternehmen an deutschen Betrieben. Daneben plädierte er für ein deutsch-französisches Militärbündnis. Zwar wies Hugo Stinnes eine Unterstützung der Pläne Rechbergs für die Aufnahme ausländischen Kapitals im Oktober 1918 noch brüsk ab. Nach seiner Ansicht hätte dies die letzte noch intakte Kapitalquelle zerstört, über die Deutschland verfügte. Später stand Stinnes einer wirtschaftlichen Verflechtung mit dem Ziel der Überbrückung politischer Gegensätze positiver gegenüber, verlangte allerdings immer wechselseitige Kapitalbeteiligungen.
Mit dem Kalibergbau in Berührung kam Rechberg über seinen Bruder Fritz, der Gesellschafter und Vorstandsvorsitzender der Kaliwerke Wintershall und Aufsichtsratsvorsitzender der Wintershaller Finanzierungsgesellschaft „Kali-Industrie AG“ wurde – durch Übernahme sämtlicher Konkurrenten bald der einzige deutsche Kalikonzern. 1924/25 bildete sich das deutsch-französische Kalikartell, das in einem 1926 geschlossenen Kaliabkommen mündete und das Rechberg neben den unter anderem von Stinnes erzielten Wirtschaftskooperationen anderer Sparten der französischen und deutschen Schwerindustrie als Erfolg für seine Bemühungen wertete. Die Kaliproduzenten beider Länder verfügten zusammen über das Kali-Weltmonopol.
Eine Verwicklung Rechbergs in die Tscherwonzen-Fälschungsaffäre (1927), in die mit relativ hoher Wahrscheinlichkeit sein Freund Max Hoffmann involviert war, wurde verschiedentlich angenommen, lässt sich aber nicht erweisen.
Während Sozialdemokraten wie Kommunisten die „Propaganda-Aktion, die zu Zeiten Stresemanns der deutsche Kaliindustrielle Arnold Rechberg zu Gunsten einer deutsch-französischen Annäherung entfaltet hat“ ablehnten und bekämpften (im Sinne der Monopolismusthese betrachtete man ihn als Agitator einer übernationalen Allianz des Kapitals gegen die Arbeiterklasse), trafen sich seine Zielsetzungen in Teilen mit denen Stresemanns, der sich ebenfalls eine Schwächung des Sowjetsystems erhoffte, wenn es gelänge, „Rußlands Wirtschaft so eng mit dem kapitalistischen System der westeuropäischen Mächte zu verknüpfen, daß wir dadurch den Weg ebnen für eine Evolution in Rußland.“ Obwohl Stresemann auch Gespräche in diesem Sinne mit seinen westlichen Partnern führte, lehnte er eine öffentliche antirussische Positionierung Deutschlands, die Antibolschewisten wie Rechberg forderten, auch nach dem Locarno-Vertrag (1926) stets ab.

### NS-Zeit und Nachkriegszeit
Nach dem Beginn der nationalsozialistischen Herrschaft zog sich Rechberg zunächst zurück. Als er nach dem Münchener Abkommen versuchte, an seine früheren Vorstellungen anzuknüpfen, wurde er mehrmals inhaftiert. Im Jahr 1940 wurde ihm verboten, sich weiter in die Außenpolitik einzumischen. Im Jahr 1943 war er zeitweise im Konzentrationslager Dachau inhaftiert. Später wurde er in einem Hotel in Bad Godesberg gefangengehalten, wo er 1945 von den Alliierten befreit wurde.
Nach dem Ende des Krieges versuchte er erneut politisch aktiv zu werden, spielte aber keine Rolle mehr. Einen Skandal löste er aus, als er behauptete, dass alle früheren Reichstagsabgeordneten sich vom Kalikartell hätten bestechen lassen. Die Folge waren eine Reihe von Verleumdungsklagen von betroffenen ehemaligen Abgeordneten.